# Hyblaeus Dorsa
Hyblaeus Dorsa és una formació geològica de tipus dorsum a la superfície de Mart, localitzada amb el sistema de coordenades planetocèntriques a 20.2 ° latitud N i 134.6 ° longitud E, que fa 887.53 km de diàmetre. El nom va ser aprovat per la UAI l'any 2003 i fa referència a una característica d'albedo.